# Chhachhrauli
Chhachhrauli é uma cidade  no distrito de Yamunanagar, no estado indiano de Haryana.

## Geografia
Chhachhrauli está localizada a 30° 15′ N, 77° 22′ L. Tem uma altitude média de 258 metros (846 pés).

## Demografia
Segundo o censo de 2001, Chhachhrauli tinha uma população de 9720 habitantes. Os indivíduos do sexo masculino constituem 51% da população e os do sexo feminino 49%. Chhachhrauli tem uma taxa de literacia de 70%, superior à média nacional de 59,5%; a literacia no sexo masculino é de 75% e no sexo feminino é de 65%. 13% da população está abaixo dos 6 anos de idade.